# Slabada
Slabada (belarusiska: Слабада) är en agropolis i Belarus. Den ligger i Smaljavitjy rajon i Minsks voblast, i den centrala delen av landet, 24 km nordost om huvudstaden Minsk. Slabada ligger 205 meter över havet och antalet invånare är 1 819.

## Natur och klimat
Terrängen runt Slabada är platt. Närmaste större samhälle är Kalodzisjtjy, 9,9 km sydväst om Slabada.
Omgivningarna runt Slabada är en mosaik av jordbruksmark och naturlig växtlighet. Runt Slabada är det ganska glesbefolkat, med 34 invånare per kvadratkilometer.